# Baker Island
Baker Island fa parte dell'arcipelago Alessandro, nell'Alaska sud-orientale (Stati Uniti d'America). Amministrativamente appartiene alla Census Area di Prince of Wales-Hyder dell'Unorganized Borough. L'isola, che è disabitata, si trova all'interno della Tongass National Forest.

## Geografia
Baker si trova a ovest dell'isola Principe di Galles. A sud-est, divisa dalla baia di Bucareli, c'è Suemez Island mentre a nord si trovano le isole Noyes, isola di Lulu e San Fernando. Il lato ovest dell'isola si affaccia sull'oceano Pacifico. La superficie totale dell'isola è di 115,1 km², la sua altezza massima è di 696 m.

### Masse d'acqua
Intorno all'isola sono presenti le seguenti masse d'acqua (da nord in senso orario):
Lato settentrionale dell'isola:
- Canale di Port Real Marina (Port Real Marina)[4] 55°25′23″N 133°31′10″W - Port Real Marina è un canale che separa l'isola di Baker dall'isola di Lulu (Lulu Island). A ovest è collegato con lo stretto di Siketi (Siketi Sound) tramite l'isola di Pigeon (Pigeon Ilsnad); a est è collegato con il canale di Ursula (Ursula Channel) tramite le isole di Santa Rita (Santa Rita Island) e St. Ignace (St. Ignace Island).

Lato orientale dell'isola:
- Canale di Port Mayoral (Port Mayoral)[5] 55°23′32″N 133°26′58″W - Il canale di Port Mayoral divide l'isola di Baker dall'isola di St. Ignace (St. Ignace Island); inizia a nord con l'isola di Santa Rita (Santa Rita Island) e termina a sud con l'isola di Cristina (Cristina Island).
- Baia di Bucareli (Bucareli Bay)[6] 55°22′12″N 133°24′14″W . La baia ampia 40 chilometri, collega il canale di Ulloa (Ulloa Channel) con la baia di San Alberto (San Alberto Bay) più a nord. Inoltre divide l'isola di Baker dalle seguenti isole: Principe di Galles (Prince of Wales Island), isola di San Juan Bautista (San Juan Bautista Island) e Suemez (Suemez Island). Nella baia (sul lato dell'isola di Baker) sono presenti le seguenti masse d'acqua:
  - Baia di Port Asumcion (Port Asumcion)[7] 55°22′39″N 133°31′51″W - La baia si insinua nell'isola Baker per 4,8 chilometri.
  - Baia di Port San Antonio (Port San Antonio) - Questa baia si trova a sud della baia di Port Asumcion (Port Asumcion).
  - Baia di Thimble (Thimble Cove)[8] 55°18′45″N 133°34′41″W
  - Baia di Fortaleza (Fortaleza Bay)[9] 55°17′57″N 133°35′29″W - La baia è ampia 1,6 chilometri.

Lato occidentale dell'isola sull'oceano Pacifico:
- Baia di Veta (Veta Bay)[10] 55°21′20″N 133°39′02″W - La baia è ampia 1,6 chilometri
- Stretto di Siketi (Siketi Sound)[11] 55°24′57″N 133°37′54″W - Lo stretto, che si trova all'estremo nord dell'isola di Baker, la separa dall'isola di Cone (Cone Island) e isola di Lulu (Lulu Island).

### Promontori marini
Nell'isola sono presenti i seguenti promontori sul mare (da nord in senso orario):
Lato settentrionale dell'isola
- Canale di Port Mayoral (Port Mayoral):
  - Promontorio di Triste (Triste Point)[12] 55°25′05″N 133°29′57″W - Il promontorio, con una elevazione di 13 metri, si trova di fronte all'isola di Muerta (Muerta Island).
  - Promontorio di Santa Rosa (Point Santa Rosa)[13] 55°24′40″N 133°27′31″W - Il promontorio, con una elevazione di 17 metri, si trova di fronte all'isola di Santa Rita (Santa Rita Island), all'imbocco settentrionale del canale di Port Mayoral (Port Mayoral).

Lato orientale dell'isola:
- Canale di Port Mayoral (Port Mayoral):
  - Promontorio di Canal (Canal Point)[14] 55°24′00″N 133°27′32″W - Il promontorio, con una elevazione di 10 metri, si trova di fronte all'isola di St. Ignace (Ignace Island).
  - Promontorio di Punishment (Punishment Point)[15] 55°23′26″N 133°27′33″W - Il promontorio si trova di fronte all'isola di St. Ignace (Ignace Island).
  - Promontorio di Capones (Point Capones)[16] 55°22′47″N 133°27′38″W - Il promontorio, con una elevazione di 7 metri, si trova di fronte all'isola di Cristina (Cristina Island).

- Baia di Bucareli (Bucareli Bay):
  - Promontorio di Maria (Point Maria)[17] 55°22′04″N 133°29′22″W - Il promontorio, con una elevazione di 14 metri, si trova all'entrata settentrionale della baia di Port Asumcion (Port Asumcion).
  - Promontorio di Point (Point Caracol)[18] 55°22′52″N 133°31′29″W - Il promontorio, con una elevazione di 9 metri, si trova all'interno della baia di Port Asumcion (Port Asumcion).
  - Promontorio di Falfan (Point Falfan)[19] 55°22′27″N 133°32′02″W - Il promontorio, con una elevazione di 28 metri, si trova all'interno della baia di Port Asumcion (Port Asumcion).
  - Promontorio di Alonzo (Point Alonzo)[20] 55°22′19″N 133°31′19″W - Il promontorio si trova all'interno della baia di Port Asumcion (Port Asumcion).
  - Promontorio di Cosinas (Point Cosinas)[21] 55°21′48″N 133°30′38″W - Il promontorio, con una elevazione di 3 metri, si trova all'entrata meridionale della baia di Port Asumcion (Port Asumcion).
  - Promontorio di Pepper (Pepper Point)[22] 55°21′30″N 133°30′36″W - Il promontorio ha una elevazione di 3 metri.
  - Promontorio di San Roque (Point San Roque)[23] 55°20′14″N 133°32′33″W - Il promontorio, con una elevazione di 66 metri, si trova all'entrata settentrionale della baia di Port San Antonio (Port San Antonio).
  - Promontorio di Mineral (Mineral Point)[24] 55°20′47″N 133°35′51″W - Il promontorio, con una elevazione di 88 metri, si trova all'interno della baia di Port San Antonio (Port San Antonio).
  - Promontorio di Saint Boniface (Point Saint Boniface)[25] 55°20′15″N 133°34′45″W - Il promontorio, con una elevazione di 57 metri, si trova all'entrata meridionale della baia di Port San Antonio (Port San Antonio).
  - Promontorio di Amarilla (Amarilla Point)[26] 55°18′34″N 133°34′55″W - Il promontorio, con una elevazione di 41 metri, si trova nei pessi della baia di Thimble (Thimble Cove).
  - Promontorio di Fortaleza (Point Fortaleza)[27] 55°17′32″N 133°35′41″W - Il promontorio ha una elevazione di 35 metri.

Lato occidentale dell'isola sull'oceano Pacifico:
- Capo Bartolome (Cape Bartolome)[28] 55°14′31″N 133°36′40″W - Il promontorio, con una elevazione di 168 metri, si trova all'estremo meridionale dell'isola di Baker.
- Capo Chirikof (Cape Chirikof)[29] 55°18′19″N 133°41′04″W - Il promontorio ha una elevazione di 227 metri.
- Promontorio di Granite (Granite Point)[30] 55°19′03″N 133°41′10″W - Il promontorio ha una elevazione di 20 metri.
- Promontorio di Veta (Veta Point)[31] 55°22′12″N 133°38′46″W - Il promontorio, con una elevazione di 114 metri, si trova all'interno della baia di Veta (Veta Bay).
- Promontorio di Outer (Outer Point)[32] 55°22′29″N 133°40′14″W - Il promontorio ha una elevazione di 81 metri.

### Monti e picchi
Elenco dei monti presenti nell'isola:
- Monte Pimenta (Pimenta Mountain)[33] 55°21′26″N 133°31′59″W - Elevazione del monte: 502 metri. Il monte si trova in una penisola tra la baia di Port Asumcion (Port Asumcion) e la baia di Port San Antonio (Port San Antonio).
- Monte Esmeralda (Esmeralda Mountain)[34] 55°20′26″N 133°37′45″W - Elevazione del monte: 542 metri. Il monte si trova tra la baia di Port Asumcion (Port Asumcion) e la baia di Baia di Veta (Veta Bay).
- Monte Miramar (Mount Miramar)[35] 55°19′22″N 133°36′02″W - Elevazione del monte: 516 metri.
- Cresta di Fortaleza (Fortaleza Ridge)[36] 55°17′13″N 133°39′02″W - Elevazione del monte: 536 metri.

### Laghi
Nell'isola è indicato un unico lago:
- Lago di Fortaleza (Lake Fortaleza)[37] 55°17′44″N 133°36′40″W - Il lago è lungo 1 chilometro e si trova alla quota di 15 metri, e riceve le acque della cresta di Fortaleza (Fortaleza Ridge).

## Centri abitati
Il centro abitato più vicino è Craig sull'isola Principe di Galles; tra Bake Island e Craig ci sono due piccole isole: St. Ignace e isola di San Juan Bautista (San Juan Bautista Island).

## Storia
Il primo europeo a avvistare l'isola fu Aleksej Il'ič Čirikov, l'11 luglio 1741, a bordo della Svjatoj Pavel, durante la seconda spedizione in Kamčatka di Vitus Bering.
L'isola è stata così denominata da William Healy Dall della United States National Geodetic Survey nel 1879 in onore di Marcus Baker (1849-1903) naturalista esploratore autore del Dictionary of Alaska e uno dei co-fondatori della National Geographic Society.